# Bella Freud
Bella Freud (Londra, 17 aprile 1961) è una stilista inglese.

## Biografia
Bella Freud ha iniziato a lavorare per Vivienne Westwood durante gli anni Ottanta, prima di dar vita alla propria casa di moda. È stata anche consulente per la casa di moda Jaeger negli anni Novanta e responsabile del rilancio della casa di moda Biba.
Bella Freud è stata sposata fino al 2017 con James Fox, autore del libro White Mischief; la coppia ha un figlio di nome Jimmy, nato nel 2001.
Freud ha lavorato con John Malkovich nel 1999 per produrre tre brevi filmati, girati in 48 ore per documentare la sua collezione di moda.
In una apparizione sulla BBC nel programma Newsnight il 2 agosto 2006, Bella Freud ha denunciato la "aggressione sproporzionatamente violenta" da parte di Israele nel Conflitto Israele-Libano.

### Famiglia
È pronipote dell'inventore della psicoanalisi Sigmund Freud. Suo padre, il rinomato pittore Lucian Freud (nato l'8 dicembre del 1922), è morto il 20 luglio 2011 all'età di 88 anni. Sua madre Bernardine Coverley è morta quattro giorni dopo, il 24 luglio, a 68 anni, di cancro.
Ha una sorella scrittrice, Esther, che ha scritto un libro sulla loro infanzia hippie in Marocco, Hideous Kinky.